# Microlophus indefatigabilis
Microlophus indefatigabilis — вид ящериц из семейства Tropiduridae, эндемик Галапагосских островов. Обычен на всей территории ареала.

## Описание

### Внешний вид

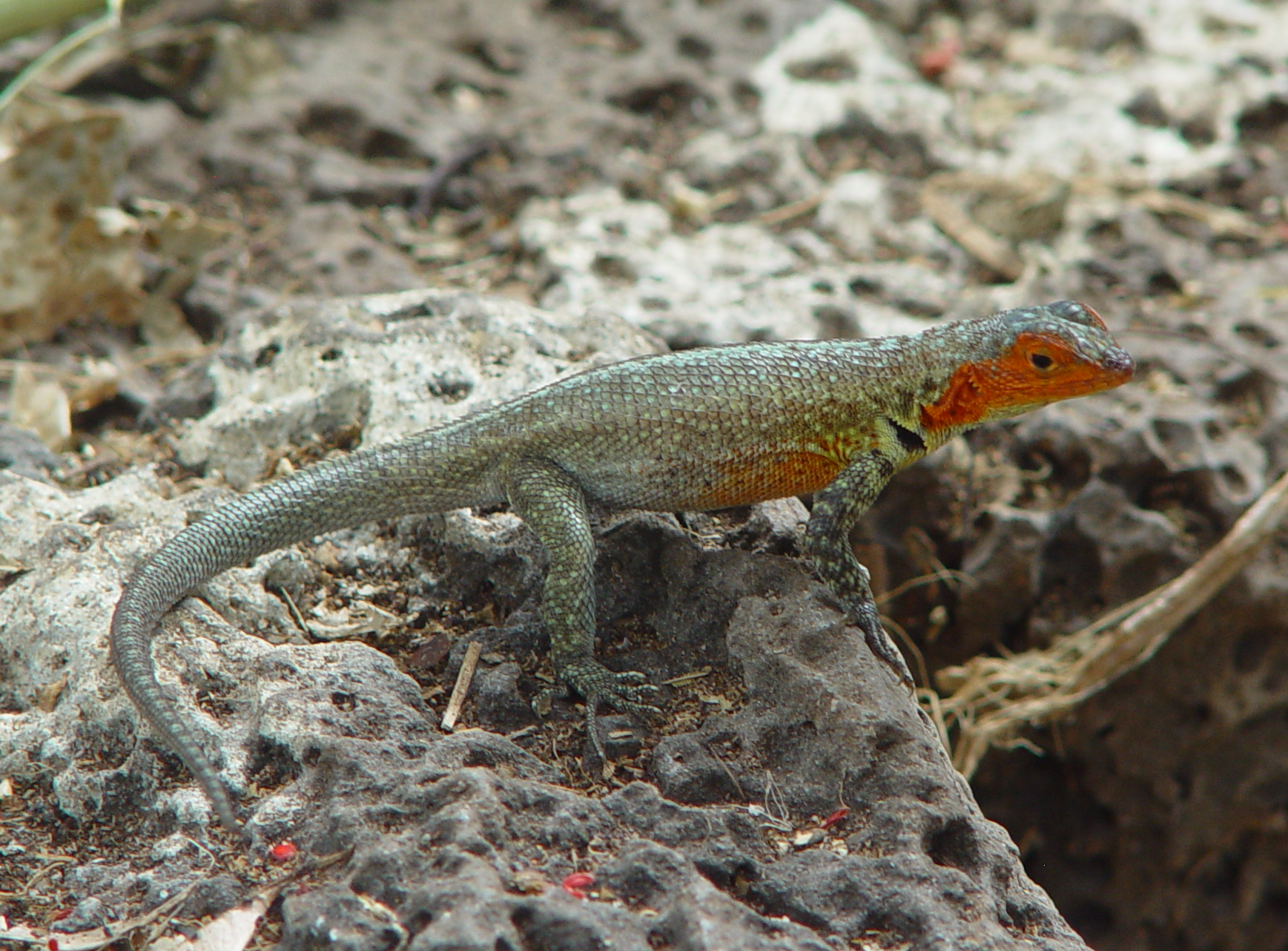
Самец

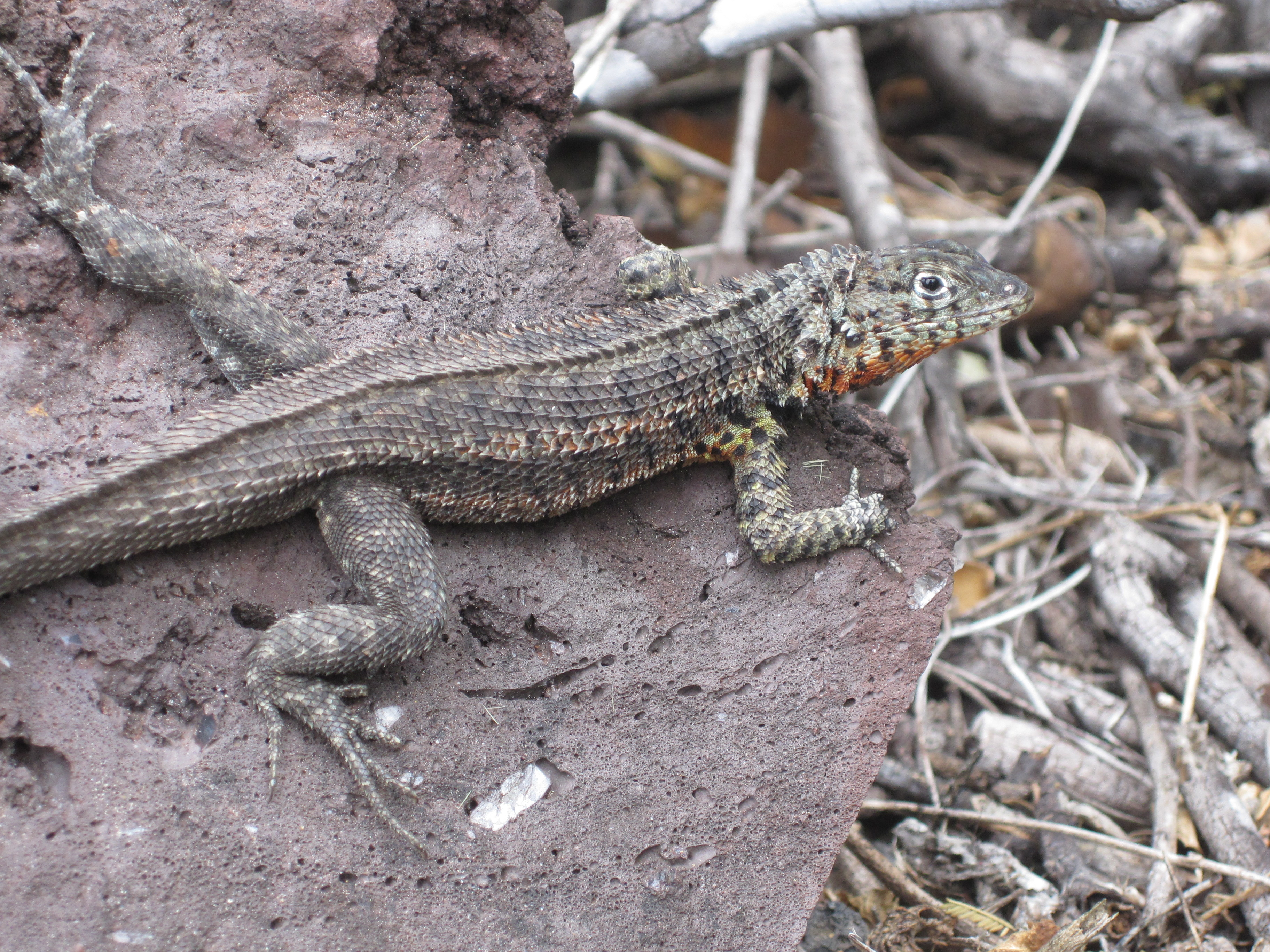
Самка

Ящерицы средних размеров: общая длина тела самца около 23 см, самки — около 18 см. Половой диморфизм выражен слабо: самцы и самки мало различаются по форме, размеру и окраске.
У самцов верхняя часть тела голубовато-серая, нижняя — коричневая; брюхо кремового или светло-серого цвета. От шеи к основанию хвоста идёт светлая полоса; в области шеи, верхней части спины и передних конечностей разбросаны чёрные пятна. Горло ярко-оранжевое, ниже чёрное; грудь жёлтого или жёлто-оранжевого цвета с чёрными пятнами. Конечности часто окрашены в желтовато-зелёный цвет. У взрослых самцов спинные чешуйки образуют хорошо заметный гребень.
У самок верхняя часть тела коричневая, без каких-либо отметин или со светлыми пятнами на хвосте и спине; брюшко также кремовое или светло-серое. Некоторые особи имеют тёмные продольные полосы; тёмные пятна в области шеи и спины отсутствуют (в отличие от самцов). Горло и грудь белого, кремового или жёлтого цвета, переходящего в оранжевый. В области плеча имеется чёрная отметина.

### Образ жизни
Основные места обитания представителей вида — сухие участки, поросшие кустарником или травой, расщелины в скалах, леса, песчаные побережья; встречаются на территориях, заселённых человеком. Предпочитают низины, однако отмечены на высоте до 864 м над уровнем моря. Могут взбираться на ветки кустарников, кактусы, стены на высоту до 2,5 м. Активны в дневное время, однако в полдень, когда температура окружающей среды достигает максимума, прячутся в тень. Ночь проводят в убежищах среди камней, в почве или под лиственным опадом.

### Питание
Ящерицы данного вида, как и другие представители рода Microlophus, относительно всеядны, однако их рацион в большей степени включает растительную пищу (в первую очередь фрукты, а также семена и цветы). Основу питания составляют насекомые (муравьи, термиты, жуки, гусеницы и т. п.), а также ракообразные, пауки, скорпионы, многоножки и пр. Могут поедать ящериц других видов; отмечены также случаи каннибализма. В местностях, где они обитают по соседству с человеком, иногда поедают пищевые отходы (мясные обрезки, хлеб и т. п.).

### Размножение
Microlophus indefatigabilis — яйцекладущие ящерицы. Представители вида полигамны; самцы содержат «гарем» из нескольких самок и защищают территорию от самцов-конкурентов. Брачный сезон может начаться в ноябре, однако пик приходится на февраль-март. Самки откладывают яйца в углублениях в почве или песке (до 20 см глубиной). В кладке обычно 1-2 яйца (по другим данным — до четырёх или шести).

## Распространение
Вид Microlophus indefatigabilis — эндемик Галапагосских островов. Встречается на островах Санта-Крус, Санта-Фе, Бальтра, Симор и небольших близлежащих островах. Общая площадь ареала — 773 км². Везде обычен.

## Систематика
Вид описан Бауром в 1890 году. Ранее относился к роду Tropidurus.
Видовое название indefatigabilis связано с английским названием острова Санта-Крус — Indefatigable.

## Охранный статус
По классификации Международного союза охраны природы Microlophus indefatigabilis имеет статус вида, вызывающего наименьшие опасения. Он широко распространён на всей территории ареала, и его численность остаётся постоянной. Тем не менее ряд факторов может представлять для вида угрозу, в том числе конкуренция со стороны инвазивных видов, строительство дорог и сокращение мест обитания из-за развития туризма и сельского хозяйства.